# 田中均
田中 均（たなか ひとし、1947年1月15日 - ）は、日本の外交官。公益財団法人日本国際交流センターシニア・フェロー、日本総合研究所理事長。
北米局北米二課長、アジア局北東アジア課長、英国国際戦略研究所研究員、在連合王国日本国大使館公使、総合外交政策局総務課長、北米局審議官、在サンフランシスコ日本国総領事、外務省経済局局長、外務省アジア大洋州局局長、外務審議官（政務担当）などを歴任した。
アジア大洋州局長時代に北朝鮮と秘密裏に交渉し、2002年の日朝首脳会談を実現させた。

## 来歴
京都府京都市生まれ。京都府立洛北高等学校を経て、1969年京都大学法学部卒業後、外務省に入省。1972年オックスフォード大学哲学・政治・経済学修士課程（P.P.E.）修了。父は（総合商社日商岩井（のち双日）元会長）の田中正一（1912－2002）で、3人の兄がいる。
退官後は日本国際交流センターにて、シニア・フェローに就任。また、東京大学大学院公共政策学連携研究部客員教授に就任し、公共政策大学院の講義を担当した（2006年4月～2018年3月）。
現在、株式会社日本総合研究所において国際戦略研究所理事長を兼任している。その他、（公社）ユナイテッド・ワールド・カレッジ日本協会幹事、（公財）経団連国際教育交流財団評議員、（社）日本経済団体連合会 経営労働政策委員会のアドバイザーを務めている。

## 人物

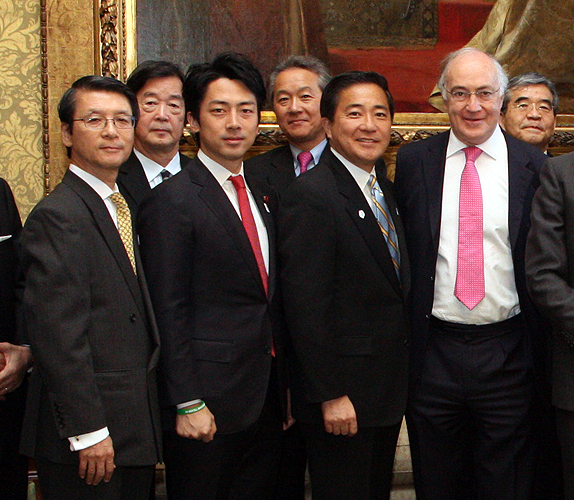
前列左から駐英大使林景一、小泉進次郎、本人、イギリス貴族院議員マイケル・ハワード、長島昭久。後ろの右端は共同通信論説委員長会田弘継。2013年5月2日

入省当初は、経済協力・援助を手がけ、日本最大の援助対象国であったインドネシアに勤務している。1979年の米大使館赴任以降は対米関係の専門家として、安保・政治・経済いずれのポストも経験した。経済を担当する北米第二課長時代は日米半導体交渉を担当、数値目標を事実上盛り込むことで日米間で大きな火種となった極秘のサイドレターを書いたことを後に認めている。
安保を担当する北米局審議官時代は1996年4月の在日米軍普天間基地返還合意で実務に携わった。また1996年の日米安全保障共同宣言の外務省における責任者も務めた。
東アジア外交との関わりは1987年の北東アジア課長就任以降であり、以後朝鮮半島問題に様々な形で関与することになっていった。同課長時代に起きた大韓航空機爆破事件を巡って犯人の金賢姫とソウルで面会した際、北朝鮮による日本人拉致事件が事実であることを確認した。その後在樺コリアンの帰国支援に関与した他、総合政策局総務課長時代には北朝鮮核危機（1993年）における危機管理を手がけた。米朝枠組み合意後のKEDO設立における日本側の実務責任者でもあった。同じく総務課長時代には、アジアとの平和友好交流計画、村山談話、アジア女性基金設立、のいずれにも携わった。
日朝首脳会談を実現させ、拉致被害者の帰国に導いたことが高く評価され、一官僚としては異例な程に田中の名前がクローズアップされた。他方で、蓮池夫妻、地村夫妻、曽我氏が帰国した際、北朝鮮側とは当初5人を再度北朝鮮へ帰国させる交渉内容であったことを官邸で言及したことが取り沙汰されたり、日朝平壌宣言の文言に拉致問題に関する具体的な言及がなかったことで、日朝国交正常化を優先し拉致被害者問題を軽視したとの批判が出た。
2003年9月、「建国義勇軍国賊征伐隊」を名乗る右翼団体によって、自宅ガレージに爆発物が仕掛けられる事件が発生。この事件に対し、石原慎太郎東京都都知事は「爆弾を仕掛けられて、当ったり前の話だ。いるか、いないかわからないミスターＸと交渉したと言って、向こう（北朝鮮）の言いなりになる」とコメントした。
2005年、外務審議官（政務担当）を最後に退官。大使への転出打診を辞退し、現在は執筆、評論、対外発信活動を精力的に行っている。

## エピソード
- 外交官をめざすきっかけとして、父・正一による勧めがあった。正一は、第二次世界大戦直前に岩井産業ロンドン支店へ赴任し、その後ペルーで商社マンとして行っていた情報収集活動をペルー当局から「スパイ容疑」をかけられ、死刑宣告を受けるも現地日系人の支援によって間一髪免れた。代わりに捕虜交換員として米国サンフランシスコのアルカトラズ島に送られ取調べを受け、テキサス州の日本人強制収容所に送られ、更に捕虜交換のために南アフリカまで連れていかれ、ようやく日本へ帰国した。しかし今度は赤紙で中国戦線へ召集され、偶然が重なったことで最前線には送られず生還することが出来た。こういった父の生き様、日本の運命がいかに外交によって変わっていったかという話を聞いて育ち、均は次第に外交官を目指すようになった[4]。
- 外務官僚時代、政治家から叱責されることは日常茶飯事だった。著書『見えない戦争』によると、「小泉純一郎総理が靖国神社参拝を繰り返したとき、官僚として総理大臣に『行くな』と言うことはできなかった。だが、『もし参拝したら海外からこういう反応が起きるでしょう。対中・対韓外交に著しい支障が出るでしょう。それを踏まえて判断してください』とためらわずに伝えた。総理は、顔を真っ赤にして怒っていたが、私は総理の機嫌を損なえば左遷されるのではないかなどということは微塵も考えなかった。（中略）中曽根内閣のときは、後藤田正晴官房長官から『君、こんな官僚が書いた作文なんか読むはずがない！』と叱咤された。橋本内閣のときは沖縄や安保の問題をめぐって、毎日のように『君が属する外務省北米局を潰し、防衛庁に吸収させるぞ』と橋本龍太郎総理に威嚇された。梶山静六官房長官からは『君なんか沖縄に行って、そのまま沖縄にいて帰ってくるな』とまで言われた覚えがある。自民党の部会では激しく罵倒された。アジア太平洋州局長時代に瀋陽で脱北者の日本総領事館への駆け込み事件があった際は、衆議院の予算委員会で答弁に立つと『こいつは黒を白と言うやつだ』と激しくやじられた。」[14]という。しかしながら、田中は互いに国益のために意見を出し合い、議論をし、意見が対立しながらも最良の結論を探し出すこと、政治から叱責されることは、官僚として国益を守るための当然の仕事と考えていた。
- 幼少期から「均」の音読みを文字って「キンちゃん」などの愛称で呼ばれる[4]。

## 主張
- 【日本学術会議】学者や知識人の役割は批判的に物事を考える事であり、そうすることにより学術的な進歩が得られる。批判を排除し、政府の意見通りの日本学術会議であってほしいと少しでも考えているとしたら、これは近代民主主義国家のあるべき姿ではない。そのような日本学術会議の持つ意味を深刻に問わねばならなくなる。私たちは中国やロシアがますます強権体制を強め国内の引き締めのために知識人の意見を封殺しているのに対し、強い反発を覚える。私が親しく交流してきた中国の学者たちはもう自分の意見は言わない。政府の公式論のみを口にする。これではもう意味ある知的交流は成り立たない。(2020年10月7日朝日新聞・論座『日本はどこに行くのだろうか～人事権の行使で異論を排除する危うさ』[15])
- 【政官関係】官僚は国に奉仕する存在であり、政治に奉仕する存在ではない。民主主義の下で、国家の統治を政治主導で行うこと自体が間違いではないが、それはひたすら官僚を味方に引き入れ思うように使うことと同義ではない。政治家の認識を糺す必要がある。特に少子高齢化で成長の潜在性が乏しい日本が発展を続けるためには、内政外交面で思い切った施策を講じていく必要がある。そのためには官僚が持つ専門的知見を最大限活用しなければならない。このような見地から、内閣人事局には透明性を導入し、官僚の能力と実績の見地からのみ審査を行うガイドラインを策定すべきではないか。忖度まみれの官僚に使命感の強い優秀な官僚はいない。そして官邸主導体制のあるべき姿は、思い付きと言われるような政治的パフォーマンスに終始するのではなく、総合的な見地からの政策調整に則った強力な政策の実現にあることを銘記するべきだ。このような課題は官僚が検討を主導できるものではなく、政治家が政治の意志として取り組まない限り、何事も起こらないだろう。「忖度」を止めるためには政治家が行動しなければならないことは明らかだ。(2020年3月25日朝日新聞・論座『もう官僚になりたいとは思わない？』[16])
- 【国内政治】次の政権には、今日の日本の官邸1強体制の弊害について明確に認識するところから出発してもらいたいと思う。政治主導体制は大胆で革命的な政策を実行していくために必要なシステムであるだけに、十全な説明責任を伴わなければならない。また、そのような政策はプロフェッショナルたちのサポートなくしては実現できない。だとすれば忖度する官僚ではなく、プロフェッショナルとして専門的な知見を堂々と具申できる官僚が必要となる。そのような評価基準に沿った官僚の人事が行われることが肝要である。こうして「政官関係」が正しいバランスを取り戻し活性化することなくして、日本の未来に明るい展望を開くことはできない。(2020年6月24日毎日新聞  政治プレミア『説明責任と透明性を欠く政治への弊害は大きい』[17])
- 【日韓関係と外交問題】ポピュリズムの台頭は、外交に世論を巻き込み、結果的に相手を嫌う世論を増幅させ、政府が世論から逃れられなくなるという悪循環を発生させる。昨今世界中でそのような現象が多く見られる中、日韓関係の悪化はその一つの例であり、安倍政権に代表される日本の保守ナショナリズムの台頭、韓国での文在寅政権に代表される市民派リベラルの浸透は、徐々に日韓の溝を拡大させている。[18]
- 日韓にとり双方は共に中国、米国に次ぎ第3位の貿易相手国であり、投資の規模、人的交流（昨年の訪日外国人旅行客の25％は韓国から）などから見ても、きわめて重要なパートナー。安全保障面で見ても韓国の最大の脅威は北朝鮮であり、米韓の同盟関係が抑止力になっているが、実際に朝鮮半島有事となれば、日米安全保障体制に基づく日本からの支援がなければ米韓同盟も全く機能しない[18]。
- 日本政府が掲げている深刻な懸案問題（竹島問題、慰安婦問題、徴用工問題、日本産水産物の輸入規制、日本海呼称問題）など、どれ一つをとっても解決が難しく、こうした多くの懸案は、双方が重要な友好国としてお互いを尊重せず、相手に対する思いやりのない冷淡な扱いが常態になるのであれば、相互依存関係は崩れ、必ず経済や国民レベルの交流にも悪影響を与える。いま一度、日韓両国政府は日韓関係が双方にとってどれだけ重要か国民レベルで啓発をするべきである[18]。
- 朝鮮半島の安定は日本の死活的利益であり、日本が真っ先にパートナーシップを組むべき韓国との関係悪化は大きな痛手である。[19]
- 日韓関係の修復のためには、過去数百年間に亘る日・朝鮮半島における歴史を理解し、緻密な戦略をもって、今一度、話し合いを基調とする外交に戻すべきである[19]。

## 経歴
- 1972年　在インドネシア大使館
- 1974年　経済協力局経済協力第一課
- 1976年　経済協力局政策課
- 1977年　アジア局南東アジア二課
- 1979年　在アメリカ大使館
- 1983年　北米局北米第一課首席事務官
- 1985年　北米局北米第二課長
- 1987年　アジア局北東アジア課長

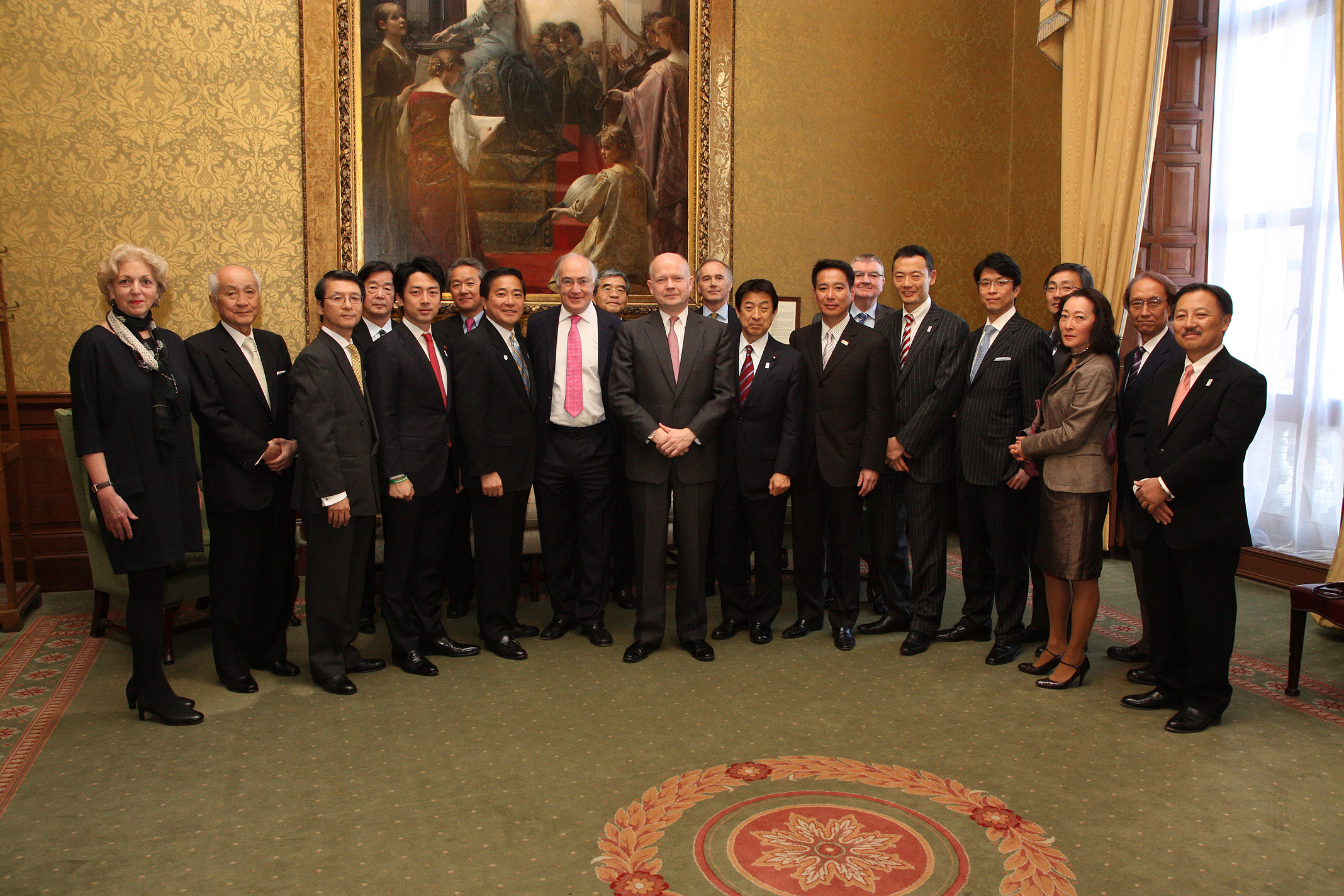
2013年5月2日、日英21世紀委員会第30回合同会議の参加者らと

- 1989年　イギリス国際戦略研究所 (IISS) 研究員
- 1990年　在連合王国日本国大使館公使
- 1993年　総合外交政策局総務課長
- 1996年　北米局審議官
- 1998年　在サンフランシスコ日本国総領事
- 2000年　経済局長
- 2001年　アジア大洋州局長
- 2002年　外務審議官（政務担当）
- 2005年　退官（8月）、公益財団法人日本国際交流センターシニア・フェロー（9月）
- 2006年　東京大学公共政策大学院客員教授（2018年3月まで）
- 2010年　株式会社日本総合研究所国際戦略研究所・理事長

## 同期
- 遠藤乙彦（財務副大臣、公明党衆議院議員）
- 野坂康夫（鳥取県米子市長、文部省審議官）
- 谷内正太郎（外務事務次官）
- 高須幸雄（国連大使、国際社会協力部長）
- 藤崎一郎（駐米大使、外務審議官）
- 宮本雄二（駐中国大使、中国課長）
- 重家俊範（駐韓大使、中東アフリカ局長）
- 小町恭士（駐タイ大使、駐オランダ大使、官房長、欧州局長）
- 飯村豊（駐仏大使、経済協力局長）
- 堀村隆彦（自治体国際化協会常務理事、駐ブラジル大使、中南米局長）
- 今井正（沖縄大使、駐マレーシア大使、国際情報局長）
- 高橋恒一（三井住友海上火災保険顧問、元外務省研修所長、駐チェコ大使、法務省審議官、国際社会協力部長）
- 林梓（駐ベルギー大使、文化交流部長、岩手県警察本部長）
- 天木直人（評論家、駐レバノン大使、内閣審議官）
- 辻本甫（中日本高速道路顧問、駐アラブ首長国連邦大使、衆議院外務調査室長）
- 松井靖夫（科学技術協力担当大使、駐コスタリカ大使、国際協力事業団理事、内閣審議官）

## 著書

### 単著
- 「東大vs」（東京大学公共政策大学院編、朝日新聞社、2005年）ISBN 4022500166
- 「日米FTA戦略－自由貿易協定で築く新たな経済連携」（ダイヤモンド社、2007年）ISBN 978-4-478-25008-2
- 「外交の力」（日本経済新聞出版社、2009年）ISBN 4532166853
- 「プロフェッショナルの交渉力」（講談社、2009年）ISBN 4062153742
- 「グローバル化とリーダーシップ－国際文化会館新渡戸国際塾講義録〈２〉」（「大きな絵を描くということ－外交の現場から」（I-House Press、2011年6月）ISBN 4903452220
- 「REIMAGINING JAPAN」「CHAPTER FIVE : REDEFINING JAPAN'S FOREIGN RELATIONS - Forging a Partnership with China」（Viz、2011年7月）ISBN 142154086X
- 「日本外交の挑戦」（角川書店、2015年8月）ISBN 4040820053
- 「見えない戦争 インビジブルウォー」（中公新書ラクレ、2019年11月）ISBN 4121506715

### 共著
- 「国家と外交」（田原総一朗と共著、講談社、2005年）ISBN 406213196X
- 「中国は、いま」（「第9章　東アジアの中の中国－日本外交への視点」）（岩波新書、2011年3月）ISBN 4004312973
- 「日本の未来について話そう」「第5章　日本外交政策の選択　－　中国と向き合う」（小学館、2011年7月）ISBN 4093881898
- 李鍾元、木宮正史、尾形聡彦、朱建栄、田中均、太田昌克ほか 著、李鍾元、木宮正史 編『朝鮮半島 危機から対話へ―変動する東アジアの地政図』岩波書店、2018年10月12日。ISBN 978-4000238977。

## 定期寄稿記事
- 朝日新聞「論座」
- DIAMOND online　田中均の「世界を見る眼」
- 山陽新聞「山陽時評」[20]
- 電気新聞「時評ウェーブ」[21]
- 毎日新聞「政治プレミア」

## 出演
- ポリタスTV（YouTube）